# Фунахасі (Тояма)

36°42′ пн. ш. 137°18′ сх. д. / 36.700° пн. ш. 137.300° сх. д.
Фунаха́сі (яп. 舟橋村, ふなはしむら, МФА: [ɸunahaɕi muɾa]) — село в Японії, в повіті Нака-Ніїкава префектури Тояма. Станом на 1 квітня 2009 площа містечка становила 3,47 км². Станом на 1 липня 2011 населення містечка становило 2943 осіб.